# Мешочек
Мешочек (лат. sacculus) — сухой, одно- или немногосемянный плод осок, образованный сросшимися краями прицветника и тонким пленчатым околоплодником. На вершине мешочек обычно сужается в носик, а из него наружу выставляется часть столбика пестика, а также 2 или 3 рыльцевые нити. Этот тип плода называют ещё перикарпным «орехом с покрывалом» или «орехом в мешочке». Кроме частей прицветника, покрывало мешочка может образовываться из разросшегося гинофора. Мешочек обеспечивает одновременно распространение семян и их защиту от внешних воздействий. Идентификация плодов осок производится главным образом по форме и размеру мешочков, длине его носика. 

## Литерарура
- Буланая М. Б., Буланый Ю. И., Еленевский А. Г., Черепанова Л. А. Краткий словарь ботанических терминов / Под ред. проф. А. Г. Еленевского. — Саратов. — Изд-во Саратовского пединститута, 1993. — С. 77. — 152 с.